# Zemo Alwani
Zemo Alwani (gruz. ზემო ალვანი) – wieś w Gruzji, w regionie Kachetia, w gminie Achmeta. W 2014 roku liczyła 3306 mieszkańców.